# Cape

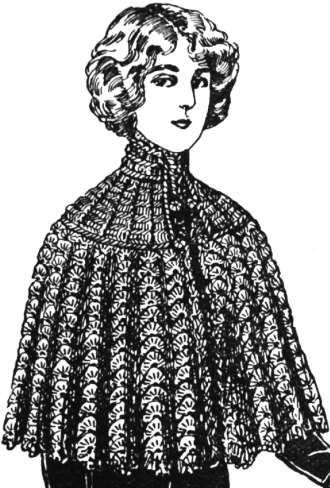
En ung kvinna i cape.

Cape (uttal: "käp", [kɛ:p]) är ett ärmlöst kort, knälångt eller långt mantel-liknande klädesplagg, med eller utan krage, ibland med kapuschong och som antingen fästs i halsen, knäpps framtill eller träs över huvudet.
Plagget har funnits sedan antiken. Capen blev populär på 1850-talet och var på modet 1960-1962 samt 1975-1976.

## Varianter
En capejacka är en cape med ärmar, vilken skapades av Balenciaga 1950.
Damer av Malteserorden bär en kapuschongförsedd svart cape med rött foder som ordensdräkt.
En regnkappa utan ärmar kalls ibland för regncape.
Den typ av ärmlös överrock som starkt förknippas med romanfiguren Sherlock Holmes kallas ibland för Invernesscape.
Almucia är en pälscape som under medeltiden bars över röklinet av katolska prelater och kaniker. Pälsen var ofta tillverkad av gråverk.

## Etymologi
Ordet cape kommer i svenskan från spanskans capa, vilket i sin tur är baserat på latinets capa med betydelsen "liten mantel".

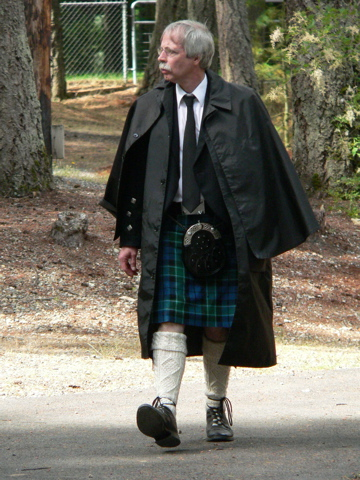
Skotsk man med cape.
Cape från sent 1800-tal.